# تود هولاند
تود هولاند (بالإنجليزية: Todd Holland)‏ هو كاتب سيناريو ومنتج أفلام ومنتج تلفزيوني ومخرج أمريكي، ولد في 13 ديسمبر 1961 في Kittanning, Pennsylvania ‏ في الولايات المتحدة.

## وصلات خارجية
- تود هولاند على موقع IMDb (الإنجليزية)
- تود هولاند على موقع ألو سيني (الفرنسية)
- تود هولاند على موقع أول موفي (الإنجليزية)
- تود هولاند على موقع قاعدة بيانات الأفلام السويدية (السويدية)
- تود هولاند على موقع قاعدة بيانات الفيلم (الإنجليزية)
- تود هولاند على موقع كينوبويسك (الروسية)